# Philipp Ospelt
Philipp Ospelt (sinh ngày 7 tháng 10 năm 1992 ở Munich, Đức) là một tiền đạo bóng đá người Liechtenstein thi đấu cho câu lạc bộ Liechtenstein USV Eschen/Mauren.

## Sự nghiệp
Ospelt từng thi đấu bóng đá ở Thụy Sĩ cho Buchs và ở Liechtenstein cho FC Vaduz.
Anh ra mắt quốc tế cho Liechtenstein vào ngày 13 tháng 10 năm 2012 trước Litva, vào sân từ ghế dự bị thay cho Philippe Erne.